# Connie Stevensová
Connie Stevensová, vlastním jménem Concetta Rosalie Ann Ingoglia (* 8. srpna 1938 Brooklyn) je americká herečka a zpěvačka. Pochází z umělecké rodiny s irskými, italskými a židovskými kořeny. Od šestnácti let zpívala se skupinou The Three Debs, v roce 1957 debutovala jako herečka ve filmu Young and Dangerous. Její nejznámější rolí byla fotografka Cricket Blakeová v detektivním televizním seriálu Hawaiian Eye, pro který také nazpívala hit „Sixteen Reasons (Why I Love You)“. Nahrála osm pěveckých alb. Vystupovala na Broadwayi i v Las Vegas, spolupracovala s Bobem Hopem, režírovala film Saving Grace B. Jones, působila ve vedení Screen Actors Guild, podnikala v kosmetickém průmyslu, založila organizaci podporující vzdělávání indiánů. Od roku 1998 má hvězdu na Hollywoodském chodníku slávy. Jejím prvním manželem byl herec James Stacy, druhým manželem zpěvák Eddie Fisher.